# Trama eastopi
Trama eastopi är en insektsart som beskrevs av Jürgen Heinze 1962. Trama eastopi ingår i släktet Trama och familjen långrörsbladlöss. Inga underarter finns listade i Catalogue of Life.